# Бойно поле Земя
„Бойно поле Земя“ (на английски: Battlefield Earth) е американски научнофантастичен екшън от 2000 година, адаптация по едноименния роман от 1982 г. от Л. Рон Хъбард. Режисиран е от Роджър Крисчън. Във филма участват Джон Траволта, Бари Пепър и Форест Уитакър.